# Vondell Darr
Vondell Darr Wilson (Los Ángeles, California, 18 de abril de 1919 - Los Ángeles, California, 10 de septiembre de 2012) fue una actriz estadounidense. Ella alcanzó el éxito a finales de 1920 como actriz infantil y más tarde desempeñó pequeños papeles en sus años adultos. Su último papel fue en El soldado de chocolate (en inglés: The Chocolate Soldier) en 1941. Darr murió el 10 de septiembre de 2012.

## Filmografía
- The City That Never Sleeps (1924) - Baby Molly
- One Glorious Night (1924) - Mary
- Border Vengeance (1925) - Bumps Jackson
- The Pony Express (1925) - Baby
- On Trial (1928) - Doris Strickland
- The Dummy (1929) - Peggy Meredith
- That Certain Age (1938) - Friend
- Andy Hardy Gets Spring Fever (1939) - Prompter (sin acreditar)
- Scouts to the Rescue (1939) - Mary Scanlon
- Strike Up the Band (1940) - Indian Love Lyrics Student (sin acreditar)
- Little Nellie Kelly (1940) - Girl Dancing with Boy at Dance (sin acreditar)
- More Trifles of Importance (1941) (cortometraje) - Patient
- Men of Boys Town (1941) - Agnes, Whitey's Marysport Dance Partner (sin acreditar)
- The Chocolate Soldier (1941) - Autograph Seeker (sin acreditar)